# حسن أباد أسلامي (بياض)
حسن أباد أسلامي (بالفارسية: حسین‌آباد اسلامی) هي قرية تقع في إيران في قسم بیاض الريفي.